# St. Nicolai (Sennewitz)

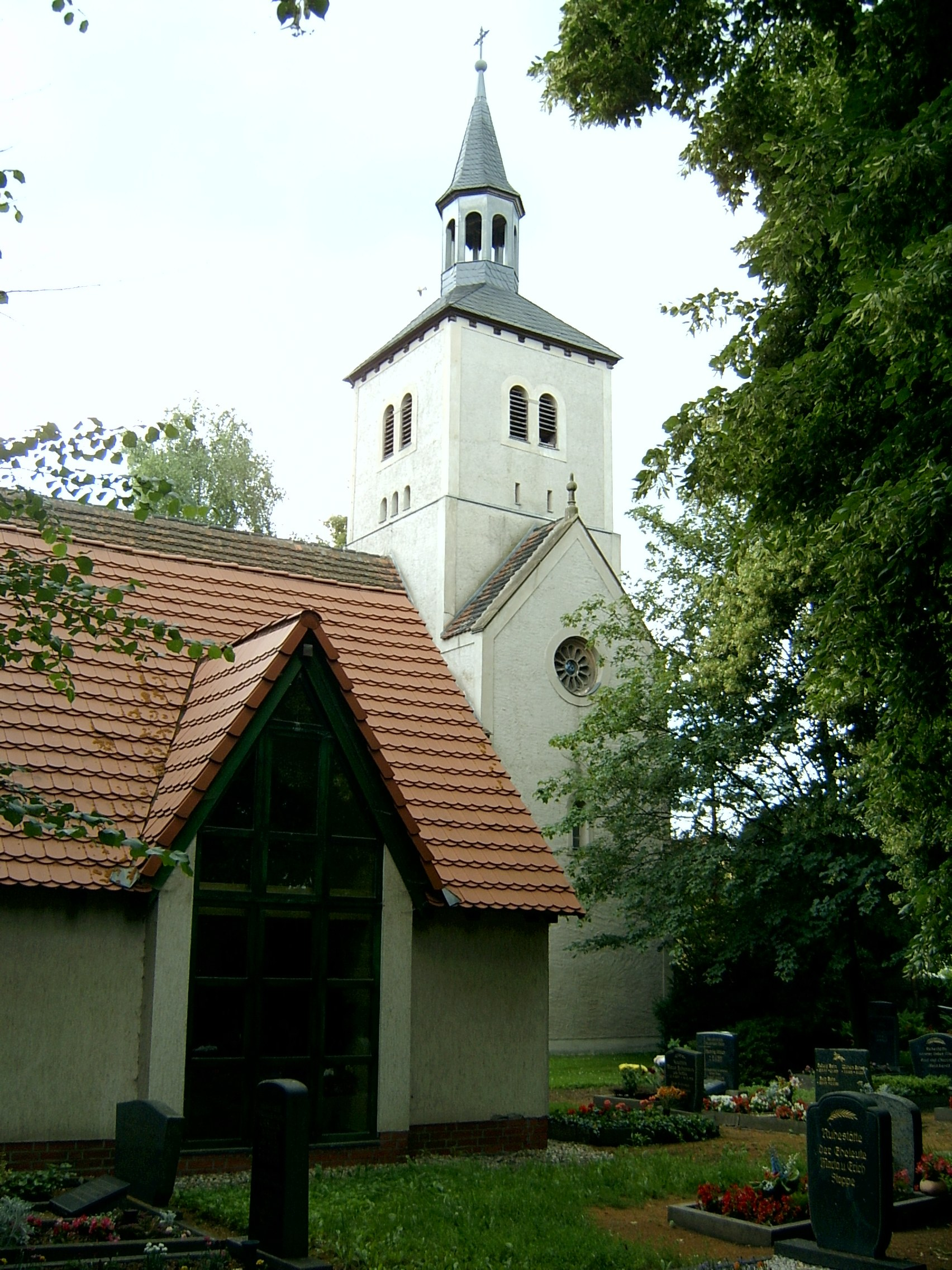
St. Nicolai in Sennewitz

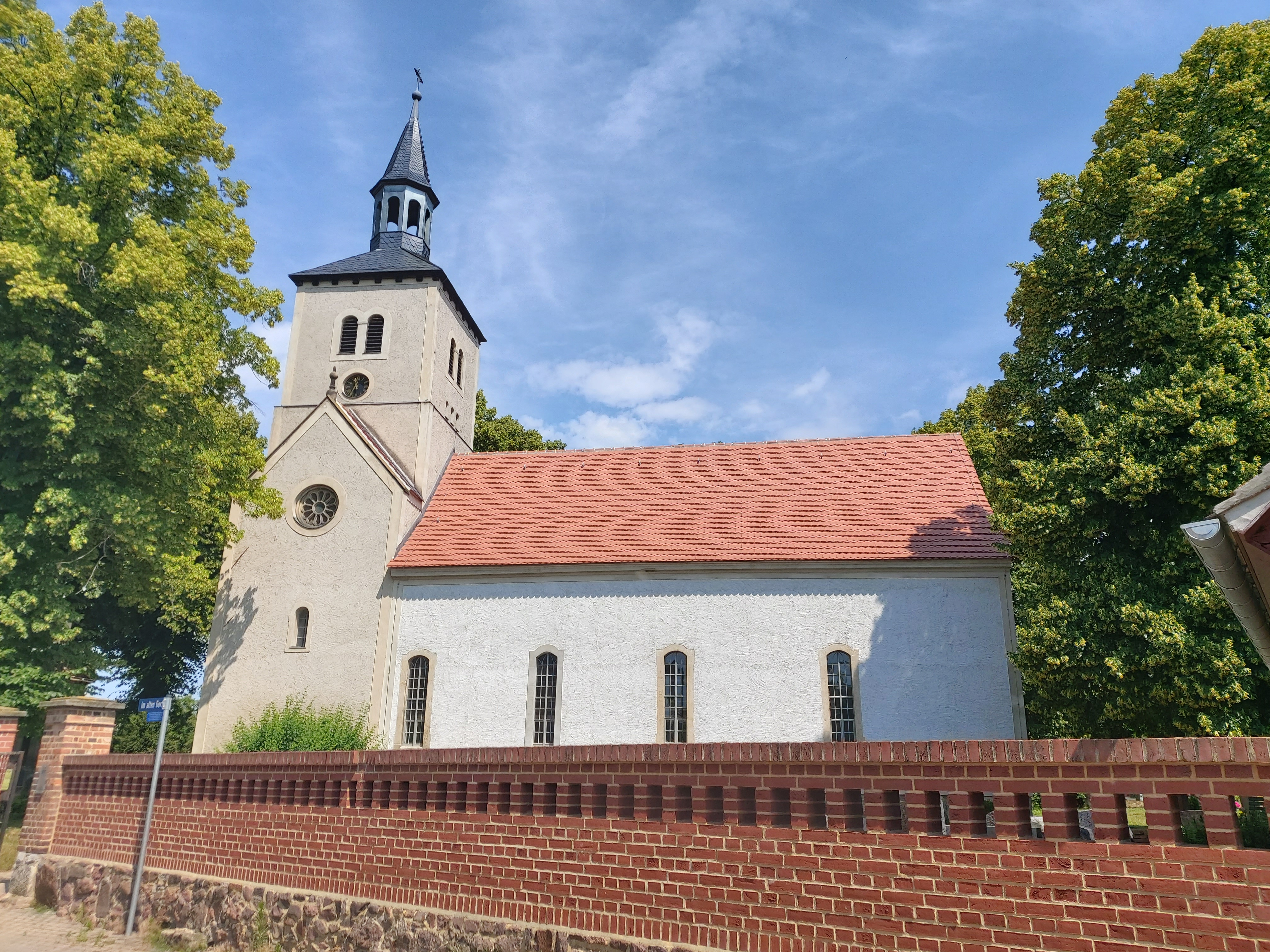
Blick von Süden auf die Kirche

St. Nicolai ist eine denkmalgeschützte evangelische Kirche im Ortsteil Sennewitz der Gemeinde Petersberg in Sachsen-Anhalt. Im örtlichen Denkmalverzeichnis ist sie unter der Erfassungsnummer 094 55029 als Baudenkmal verzeichnet. Sie gehört zum Pfarrbereich Teicha im Kirchenkreis Halle-Saalkreis der Evangelischen Kirche in Mitteldeutschland.

## Geschichte und Architektur
Das Gotteshaus ist dem heiligen Nikolaus geweiht. In der Frühen Neuzeit wurde vermutlich das Langhaus, ein Rechteckbau, erneuert oder neu errichtet. Ein Umbau in der ersten Hälfte des 19. Jahrhunderts prägt das heutige Aussehen der Kirche. Bei dem Umbau wurde auf den romanischen Turmunterbau, einem Westquerturm, ein quadratischer Ziegelbau und Laterne gesetzt. Durch die Verputzung der Kirche fällt der Materialunterschied nicht auf. 
Das Kirchenschiff ist barock geprägt und der Turm neoromanisch. Der Kirchturm trägt heute eine Glocke, gegossen 1697 von Johann Jacob Hoffmann aus Halle, Nominal a′.

## Ausstattung

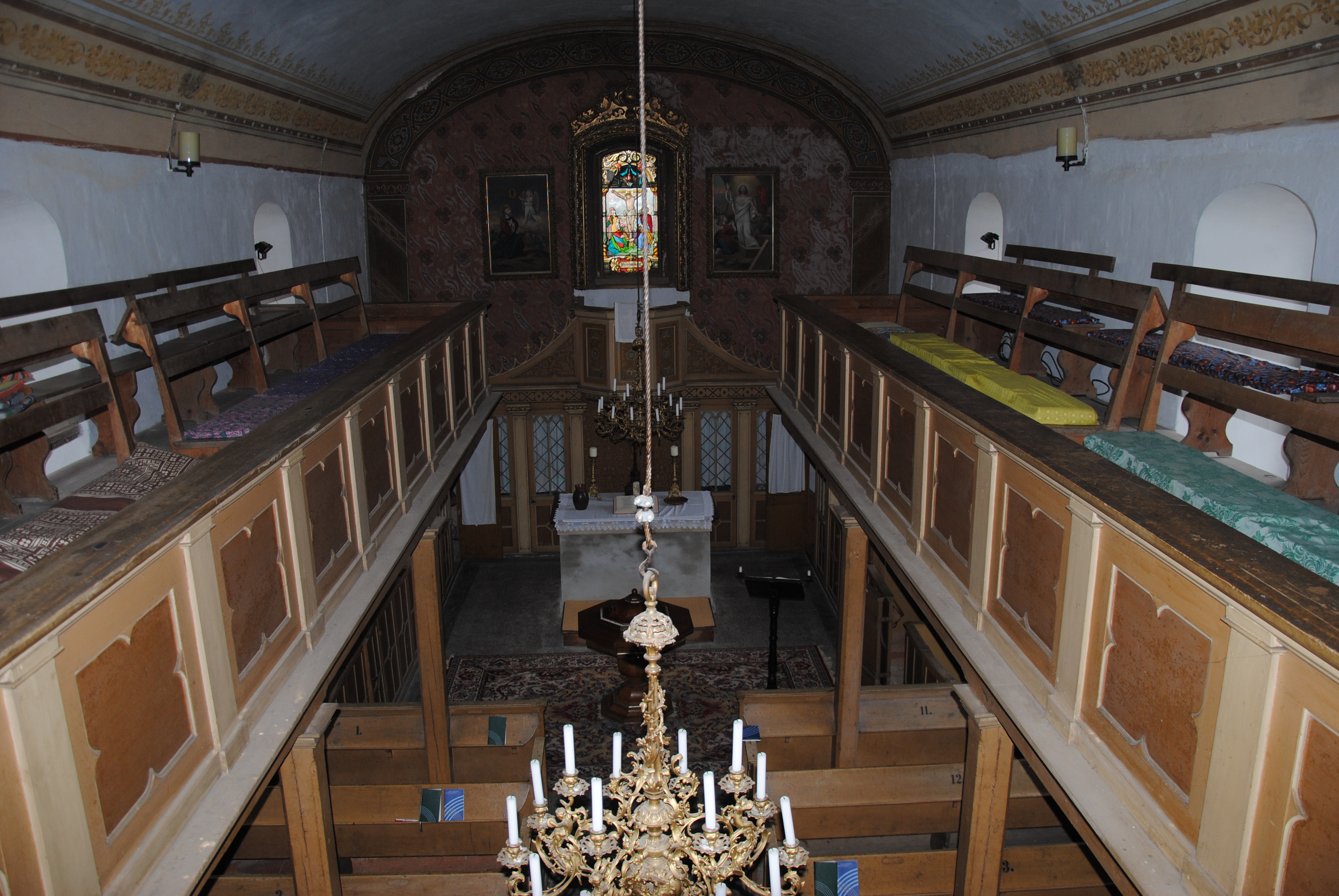
Innenansicht nach Osten zum Altar

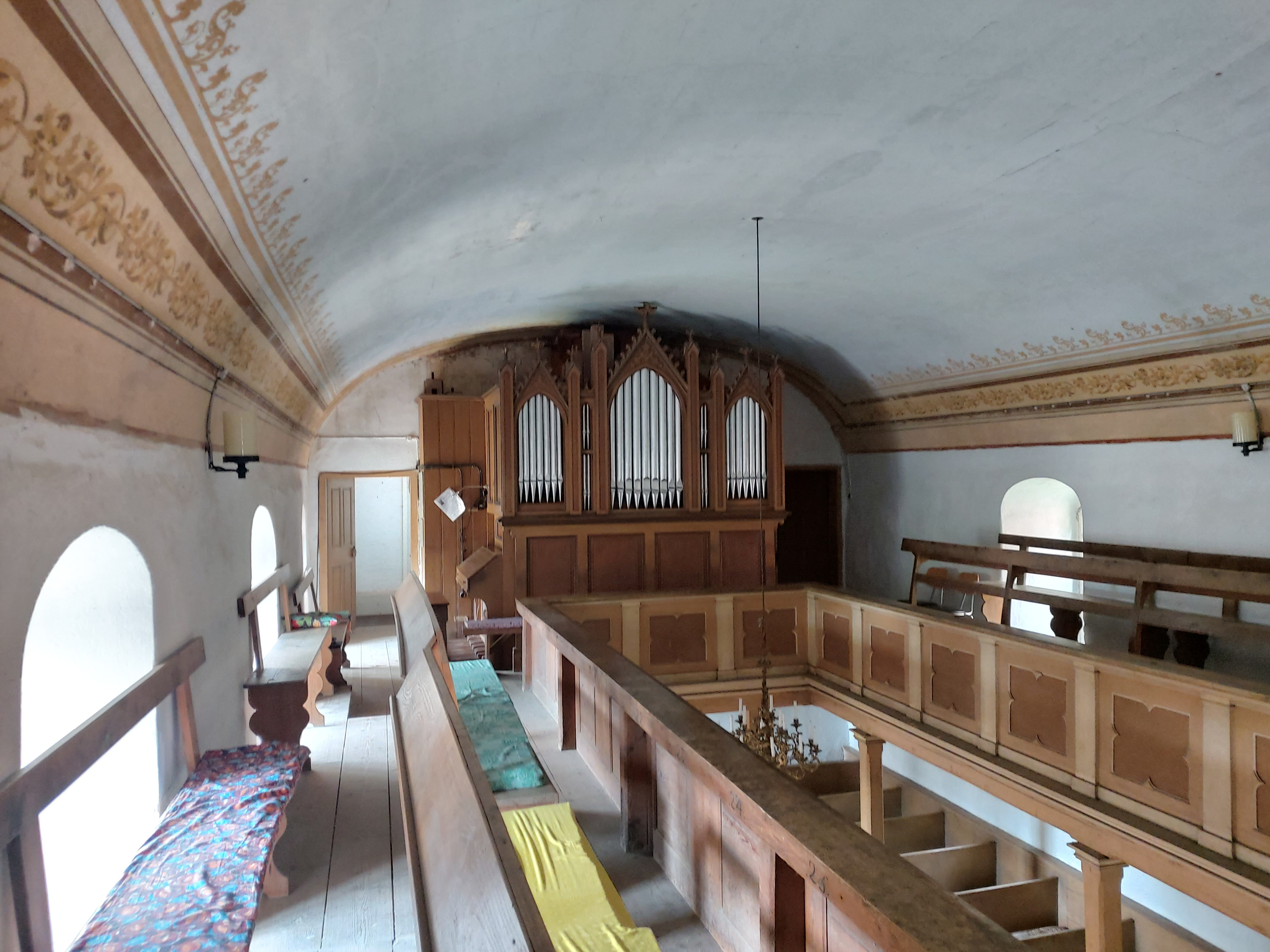
Innenansicht nach Westen zur Rühlmann-Orgel

Der Innenraum wird von einer verputzten Holztonne überwölbt. Die prunkvolle gründerzeitliche Ausstattung besteht aus dem Kanzelaltar, der Taufe und einer textilen Wandbespannung mit floralen Motiven im Osten. Das farbige Ostfenster mit Kreuzigungsdarstellung und Stuckrahmen wurde 1892 gestiftet. Es ist flankiert von zwei Gemälden: Christus am Ölberg und die Auferstehung Christi.
Die Orgel schuf der Zörbiger Orgelbaumeister Wilhelm Rühlmann im Jahre 1892 als Op. 133. Sie besitzt 13 Register auf zwei Manualen und Pedal mit pneumatischen Trakturen.